# Guillaume Henri Dufour
Guillaume Henri Dufour (Constança, 1787 — Les Contamines, Ginebra, 1875) va ser un general i enginyer suís.
Durant el Primer Imperi Francès participà en diverses campanyes al servei dels francesos. Després de la guerra va viure a Suïssa on va ocupar diversos càrrecs fins a esdevenir general en cap de l'exèrcit federal durant la breu guerra de Sonderbund. El 1864 va presidir la primera convenció de Ginebra que va portar a la creació de la Creu Roja Internacional. El Dufourspitze, la muntanya més alta de Suïssa va ser batejada en honor seu.